# Rhipidia (Rhipidia) distela
Rhipidia (Rhipidia) distela is een tweevleugelige uit de familie steltmuggen (Limoniidae). De soort komt voor in het Neotropisch gebied.